# Лохии
Лохии (от др.-греч. λοχεία — «роды») — послеродовые выделения (слизь, кровь, децидуальная ткань и продукты распада мышечных клеток). По объёму могут быть равными менструации, в отдельных случаях — более обильными.

## Стадии
Выделяется три стадии:
- Lochia rubra — стадия лохий, наблюдаемая в первые 2—3 дня после родов. Характеризуется кровянистостью и преобладанием эритроцитов.
- Lochia serosa наблюдается на 3—4 день и характеризуется кровянисто-серозным видом и преобладанием лейкоцитов.
- На стадии lochia alba эритроциты практически исчезают, а в маточном отделяемом появляются децидуальные клетки, клетки плоского эпителия и слизь.

Выделения обычно прекращаются через 5—6 недель. pH щелочной или нейтральный, объём лохий за 6 недель — 500—1500 мл.

## Осложнения
В случае нарушения инволюции матки может затягиваться выделение лохий. Их характер при этом не соответствует стадии послеродового периода — длительно сохраняется примесь крови, что может свидетельствовать о начале воспалительного процесса.
Задержка лохий в полости матки (лохиометра) может возникать из-за перегиба матки в области перешейка, снижения её сократительной способности и закупорки внутреннего маточного зева остатками плодных оболочек и кровяными сгустками. Такое состояние может привести к развитию воспалительных процессов в матке — эндометриту и миометриту.